# XCOM (настольная игра)
XCOM — кооперативная настольная игра на научно-фантастическую тематику, действие которой происходит во вселенной XCOM, опубликованная Fantasy Flight Games и разработанная Эриком М. Лэнгом.

## Награды
Победитель Spiel der Spiele, Griffin Scroll 2015.

## Рецензия
- Casus Belli[англ.] (v4, выпуск 14 — март/апрель 2015 года).[11]